# Мысы (Краснокамский район)
Мысы — село Краснокамского городского округа Пермского края, Россия. Вместе с близлежащим большим ПГТ. Оверята и окрестными населёнными пунктами образует единый населённый пункт в составе Пермской агломерации.

## Географическое положение
Село Мысы расположено в смешанной лесисто-полевой, преимущественно равнинной местности. К югу от села протекает небольшая речка Ласьва. Село находится между Пермью и городом Краснокамск в 2 километрах по прямой на восток от черты города Краснокамска, по обе стороны железной дороги.

## Климат
Климат умеренно континентальный. Наиболее тёплым месяцем является июль, средняя месячная температура которого 17,4—18,2 °C, а самым холодным январь со среднемесячной температурой −15,3…−14,7 °C.. Продолжительность безморозного периода 110 дней. Снежный покров удерживается 170—180 дней.

## История
Упоминается с 1623 года как починок Мыс Чердынского уезда. Позже — починок Мысовский, а к 1763 году уже деревня Мысы причислена к Мысовской волости Оханского уезда, в которой насчитывалось 90 ревизских душ мужского пола, временно обязанных крестьян князя Голицына. В 1869 году в деревне было учтено 37 дворов и 65 жителей. Деревянная Александро-Невская церковь была построена в 1906 году. Рядом с селом Мысы проходил тракт на Сибирь. С 1967 года работал совхоз Мысовский, позднее ставший сельскохозяйственным кооперативом.

## Инфраструктура
На территории села Мысы находится действующий деревянный трёхглавый православный храм Александра Невского. В селе работают дом культуры с библиотекой, школа и детский сад, поликлиника (общая врачебная практика), опорный пункт полиции, пожарная часть, обслуживающая само село и окрестные населённые пункты; отделения почты и «Сбербанка». Также в селе работают парикмахерская, аптека, продуктовые и смешанные магазины. Возле дома культуры села находится памятная стелла воинам, павшим в годы Великой Отечественной войны.

## Транспорт
В селе Мысы находится одноименная остановочная платформа, до которой ходят электрички из Перми и с Краснокамска, кроме того из Перми до станции Оверята через село доходит один из маршрутов городского электропоезда. Помимо электричек до села также можно добраться на пригородном автобусе из Перми, Краснокамска и Оверят.

## Население
Постоянное население составляло 1265 человек (90 % русские) в 2002 году, 1385 человек в 2010 году, 1473 (2014).
| 2010 | 2021  |
| ---- | ----- |
| 1385 | ↗1951 |